# Stammliste des Hauses Hochberg
Diese Seite zeigt die Stammliste des Hauses Hochberg mit den in der Wikipedia vertretenen Personen und wichtigen Zwischengliedern.
Der erste bekannte Vertreter des Hauses war Melchior.

## Haus Hochberg
1. Melchior, auf Armenruh, Ritter, Geheimer Rat [1310] des Kaisers und Königs Heinrich VII., (urkundlich 1290, 1292, 1309, 1310) ⚭
  1. Freiherr Friedrich, 1. Freiherr von Hohberg [circa 1349], auf Armenruh, Ritter, Geheimer Rat des Kaisers und Königs Karl IV. (urkundlich 1346, 1350) ⚭ N. N. von Schönaich (Schoenaich), Tochter von N. N. von Schönaich, Ritter und N. N. von Warnsdorf
    1. Freiherr Johannes (Hans) I., auf Armenruh und Konradswaldau, (urkundlich 1390, 1396) ⚭ Agnes von Weichsdorff, Tochter von N. N. Weichsdorff und N. N. von Rechenberg
      1. Freiherr Christof I., auf Armenruh und Giersdorf († 1450) ⚭ Katharina von Liebenthal, Tochter von Wilrich von Liebenthal und Anna von Rohnau
        1. Hedwig (als Hedwig II.), Äbtissin der Kloster in Liebenthal
        2. Konrad I., auf Fürstenstein siehe unten

      2. Freiherr Johannes (Hans) II., auf Güttmannsdorff siehe unten

    2. Freiherr Hartmann (Hape), Domherr zu Meißen, Kanoniker in Breslau, (urkundlich 1396)
    3. Freiherr Nikolaus (Nicolaus) «Nicol», auf Buchwald, Ritter, (urkundlich 1390, 1396) siehe unten

### Haus Hochberg-Fürstenstein
1. Konrad I., auf Fürstenstein und Rohnstock, Boberröhrsdorf, Bolzenstein, Giersdorf, Glausnitz, Grünhartau, Jannowitz, Johnsdorf, Kaiserswaldau, Kratzberg, Kupferberg, Ludwigsdorf, Martinsdorf, Merzdorf, Neumühle, Riemdorf, Seidorf, Spiller, Straupitz, Thiemendorf, Waltersdorf, böhmischer Landeshauptmann des Herzogtums Schweidnitz und Jauer, Geheimer Rat der Könige Vladislav II. und Ludwig II., Ritter des Orden vom Heiligen Grab in Jerusalem (* 1450; † 31. Juli 1520; ▭ Rohnstock) ⚭I Katharina von Reibnitz, Tochter von Dipprand von Reibnitz, böhmischer Landeshauptmann des Herzogtums Schweidnitz und Jauer, Kaiserl. Geheimer Rat und Barbara von Schaffgotsch ⚭II Ulrike von Liebenthal
  1. Johann (Hans)
  2. Christof II., auf Fürstenstein mit Kauder, Kynsburg und Ölse, Geheimer Rat der Kaiser Maximilian I. und Karl V. (* 1481; † 20. Dezember 1535 in Schweidnitz) ⚭I N. N. von Bibran ⚭II 1525 Euphemia von Loeben (* 23. Mai 1508; † 22. Mai 1568), Tochter von Konrad von Loeben, auf Kontop und Anna von Wiedebach
    1. Margarethe, († 1591) ⚭ Heinrich von Reichenbach, auf Rudelsdorf, böhmischer Landeshauptmann des Herzogtums Schweidnitz und Jauer, Kaiserl. Geheimer Rat (* 1508; † 21. Oktober 1557 in Schweidnitz; ▭ St. Augustin Kirche in Rudelsdorf)
    2. Konrad III., auf Fürstenstein mit Neudorf, böhmischer Landeshauptmann des Herzogtums Schweidnitz und Jauer, Geheimer Rat der Kaiser Ferdinand I. und Maximilian II. (* 1527; † 28. Februar 1568; ▭ St. Nikolaus Kirche in Freiburg) ⚭ 1548 Katharina von Kalckreuth, Tochter von N. N. von Kalckreuth und Katharina von Peterswald
      1. Heinrich, auf Ölse (* 21. Juli 1564; 10. Oktober 1613 in Ölse) ⚭I 25. Februar 1585 Eva von Czettritz (* 29. Juni 1565; † 23. Dezember 1587) ⚭II 3. Dezember 1593 Susanna von Kuhl (* 1578), Tochter von Balthasar II. von Kuhl, auf Altwasser und Kammerau und Anna von Bibran
        1. Katharina (* 5. Mai 1586; † 1663); ⚭ 30. April 1602 in Ölse Joachim Friedrich Hans von Gellhorn, auf Kittelau (* 1573 in Kunzendorf; † 1630), Sohn von Hans von Gellhorn
        2. Eva (* 5. Dezember 1587; † 23. September 1601; ▭ St. Trinitatis Kirche in Ölse)
        3. Christoph, auf Peterswaldau und Steinkunzendorf (* 3. Februar 1595; † 1633); ⚭ 3. Dezember 1624 Anna-Maria von Strachwitz, (* August 1600; † 1633)
          1. Juliana I. (* Dezember 1626-)
          2. Maria-Rosina (* 2. November 1628; † 12. März 1659); ⚭ 1651 Heinrich von Czettritz († 27. Dezember 1682)
          3. Konrad-Heinrich I., auf Peterswaldau (* 12. Mai 1629; † 1679) ⚭ Julianna-Susanna von Warnsdorf († 24. Januar 1694)
            1. Christoph Abraham (* 29. Mai 1663; †)
            2. Johanna-Susanna (* 19.V.1665) ⚭ Siebold-Siegfried von Uthmann und Rathen
            3. Konrad-Heinrich II., auf Ober-Reussendorf (* 17. April 1671; † 1750) ⚭ 12. August 1693 Anna-Dorothea von Baudissin (* 22. Juni 1671)
              1. Ernst-Gottfried, auf Reussendorf (* 14. Mai 1694; † 29. Juni 1768) ⚭ Johanna von Poser (* 1723; † 1774)
              2. Karl-Maximilian (* 18. Juli 1698)
              3. Johanna-Juliana Elisabeth (* 19. Juli 1699; † 6. Februar 1772)
              4. Carolina-Dorothea (* 30. Dezember 1703)
              5. Ferdinand-Leopold (* 14. November 1705; † 1762) ⚭
                1. Eleonora-Friederika († 1787)

              6. Sophia Eleonora (* 10. Oktober 1707; †)

          4. Juliana II. (* 7. Oktober 1631; †)

        4. Magdalena (* 7. Februar 1597; † 1633); ⚭ 27. Juni 1611 Georg von Reibnitz
        5. Graf Hans-Heinrich I., 1. Graf von Hohberg [12. Februar 1666], auf Fürstenstein, böhmischer Landeshauptmann des Herzogtums Schweidnitz und Jauer, Geheimer Rat der Kaiser Ferdinand II., Ferdinand III. und Leopold I., Ritter des Johanniterordens (* 10. Februar 1598 in Ölse; † 9. August 1671 in Liebichau; ▭ St. Nikolaus Kirche in Freiburg) ⚭I 1627 Helena von Gellhorn (* 1610; † 1662; ▭ St. Nikolaus Kirche in Freiburg), Tochter von Friedrich II. von Gellhorn, Wirklicher Geheimer Rat und Kämmerer ⚭II 1664 Susanna-Hedwig von Schaffgotsch (* 1632; † 1691; ▭ St. Nikolaus Kirche in Freiburg), Tochter von Wolf II Bernhardt von Schaffgotsch und Freiin Barbara von Burghauss
          1. Gräfin Marie Elisabeth (* 2. März 1629; † 26. Oktober 1683) ⚭ November 1648 Freiherr Hans-Friedrich von Nimptsch, auf Ölse, böhmischer Kanzler und Landeshauptmann des Herzogtums Schweidnitz und Jauer[1], Kaiserl. Wirklicher Geheimer Rat und Kämmerer, Generalfeldwachtmeister (* 1629; † 1692), Sohn von Hans von Nimptsch und Barbara von Falkenhayn
          2. Graf Heinrich-Christof IV (* 3. November 1630; † 6. November 1675) ⚭ 30. September 1659 Gräfin Anna-Katharina von Hohenzollern-Sigmaringen[2], auf Kynau mit Kynsburg (* 1618; † 1670; ▭ St. Johannes Kirche in Dittmannsdorf), Tochter von Graf Johann-Georg I. von Hohenzollern-Sigmaringen[3], Reichserbkämmerer, schlesischer General, Ritter des Johanniterordens und Freiin Katharina Berka von Duba und Leipa
          3. Helene (* 21. Mai 1633 in Breslau; † 1639)
          4. Graf Konrad X., auf Rohnstock (* 1635; † 1675) ⚭ Freiin Helena von Schaffgotsch, Tochter von Freiherr Gotthardt von Schaffgotsch und Helena von Czettritz
          5. Freiherr Friedrich, kaiserlicher Offizier (* 17. Oktober 1636 in Schloss Peterswaldau; † 1. August 1664, gefallen in der Schlacht bei St. Gotthard)
          6. Graf Hans-Heinrich II., Reichsgraf, auf Fürstenstein, Landesältester des Herzogtums Schweidnitz und Jauer, Geheimer Rat, Stifter des Hausordens der Edlen Treue [1674], Ritter des Johanniterordens (* 1639; † 1698) ⚭ 1665 Maria-Juliana von Borschnitz (* 1650; † 1708), Tochter von Georg von Borschnitz, Landesältester des Herzogtums Brieg und Eva von Redern
            1. Graf Christof-Leopold (* 1668; † 1670)
            2. Eva (* 1668; † 1668)
            3. Helene-Marie (* 1671; † 1671)
            4. Gräfin Juliane Charlotte Elisabeth (* 19. November 1672; † 13. Januar 1731) ⚭ 31. März 1693 Graf Julius II.-Gottlieb von Sunnegk, Freiherr zu Jessenitz, auf Bielitz, kaiserl. Kammerherr [1714] (* 13. Januar 1665; † 26. August 1724), Sohn von Graf Julius I. von Sunnegk und Gräfin Eleonora von Promnitz
            5. Graf Hans-Heinrich III., auf Rohnstock und Rothenburg mit Noes, Geheimer Rat (* 1675; † 1743; ▭ St. Stanislaus Kirche in Rohnstock) ⚭I 1700 Freiin Anna Elisabeth von Zedlitz und Neukirch (* 1685; † 1724) ⚭II 1729 Gräfin Karolina Elisabeth Henckel von Donnersmarck (* 1693 in Schloss Neudeck; † 1757 in Liegnitz; ▭ Rohnstock)
              1. Gräfin Juliane Charlotte,
              2. Graf Hans-Heinrich IV., Ritter des Johanniterordens ⚭ Gräfin Luise Friederike zu Stolberg–Stolberg (* 1710; † 1757), Tochter von Graf Christoph Friedrich zu Stolberg-Stolberg und Freiin Henriette Katharina von Bibran und Modlau
                1. N. N. ()
                2. Graf Friedrich-Heinrich-Ludwig ()
                3. Luise Henriette Carolina Elisabeth ⚭I Graf Heinrich Ludwig Karl von Hochberg ⚭II Graf Christian Wilhelm Siegmund von Posadowsky, Generalleutnant, Sohn von Graf Karl Friedrich von Posadowsky, Generalleutnant, und Eleonore Elisabeth von Seydlitz und Gohlau
                4. Graf Hans-Heinrich
                5. Graf Gottlieb-Konrad
                6. Graf Hans-Heinrich Ernst Ludwig
                7. Graf Hans-Heinrich V., Ritter des Johanniterordens ⚭ Gräfin Christine Henriette Luise, Tochter von Graf Christoph Ludwig II. zu Stolberg-Stolberg
                  1. Gräfin Charlotte Henriette Christine Augusta
                  2. Gräfin Johanna-Christine
                  3. Gräfin Ferdinanda-Henriette ⚭ Graf Ludwig von Schönburg-Glauchau[4] bayerischer Generalmajor, Sohn von Graf Albert Christian Ernst von Schönburg und Gräfin Magdalena Franziska Elisabeth von Schönburg-Wechselburg
                  4. Graf Hans-Heinrich VI., Landesältester des Kreises Schweidnitz[5], Ritter des Johanniterordens (* 22. April 1768; 7. Mai 1833; ▭ St. Nikolaus Kirche in Freiburg) ⚭ Prinzessin Anna Emilie von Anhalt-Köthen-Pleß (* 20. Mai 1770; 1. November 1830; ▭ St. Nikolaus Kirche in Freiburg), Tochter von Fürst Friedrich Erdmann von Anhalt-Köthen-Pleß und Gräfin zu Stolberg-Wernigerode
                    1. Graf Hans-Heinrich VIII. (* 31. Dezember 1795 in Schloss Fürstenstein; † 1. Januar 1796 ebidem; ▭ Fürstenstein)
                    2. Graf Hans-Heinrich IX. (* 31. Oktober 1802 in Schloss Fürstenstein; † 2. November 1802 ebidem; ▭ Fürstenstein)
                    3. Gräfin Luise, auf Mittel Lazisk (* 1804; † 1851) ⚭ Graf Eduard von Kleist[6], auf Zützen, Major und Eskadronchef, Ritter des Johanniterordens (* 2. November 1795; † 21. März 1852 in Zützen), Sohn von Leopold von Kleist, Oberst und Friederike Auguste von Klitzing
                    4. Fürst Hans-Heinrich X., (* 1806; † 1855)
                    5. Gräfin Charlotte ⚭ Graf Friedrich Stolberg-Wernigerode, auf Peterswaldau, Ritter des Johanniterordens

                  5. Graf Hans-Heinrich VII.,
                  6. Graf Hans-Georg
                  7. Graf Georg-Gottlieb

                8. Gräfin Henriette-Friederike ⚭ Graf Heinrich-Wilhelm von Reichenbach
                9. Gräfin Christina Sophia Friederike (* 21. Dezember 1746 in Schloss Rohnstock; † 18. Juni 1772 in Schloss Giersdorf) ⚭ 2. Mai 1770 in Schloss Fürstenstein Graf Erdmann-Gustav von Roedern (* 30. Mai 1742 in Hohlstein; † 3. März 1820 in Rostersdorf), Sohn von Graf Erdmann Carl Gustav von Roedern[7] und Friederike Victorie Sophie von Schmettau[8]
                10. Graf Gottlieb Hans Ludwig, Landesältester des Kreises Bolkenhain-Landeshut[9]

              3. Graf Karl Heinrich Maximilian (* 28. Juli 1733; † 21. März 1736; ▭ Rohnstock)

            6. Gräfin Juliane Elisabeth
            7. Gräfin Eleonora Caroline (* 1676; † 1739) ⚭ 1697 Graf Carl Christian von Gfug († 1721)
            8. Graf Konrad-Heinrich (* 1679; † 1679)
            9. Gräfin Anne-Katharine (* 1680; † 1680)
            10. Graf Konrad-Ernst-Maximilian, Geheimer Rat (* 1682; † 1742) ⚭I 13. Oktober 1706 Gräfin Regina-Isabella zu Windisch-Graetz[10] (* 18. September 1678; † 27. Dezember 1706 in Schloss Fürstenstein), Tochter von Graf Adam zu Windisch-Graetz, Oberstallmeister und Gräfin Anna Maria Rüber von Pixendorf ⚭II 1711 Freiin Agnes-Helena von Flemming (* 1690; † 1721) ⚭III 1723 Gräfin Christina-Dorothea Reuss (* 1699; † 1752)
              1. Gräfin Juliane Dorothea Charlotta (* 10. Juni 1713 in Schloss Fürstenstein; † 22. Mai 1757 in Breslau; ▭ Lobenstein) ⚭ Graf Heinrich II. Reuss zu Lobenstein, kaiserl. Kämmerer (* 19. Juli 1702 in Schloss Lobenstein; † 6. Mai 1782 ebidem), Sohn von Graf Heinrich XV. Reuss zu Lobenstein, sächsischer Oberst und Ernestina-Eleonora von Schönburg
              2. Graf Heinrich-Ludwig-Karl ⚭ Gräfin von Hochberg
              3. Gräfin Agnes Isabella Clara Marie
              4. Gräfin Eleonore Elisabeth Maximiliane ⚭ Freiherr Karl Ernst-Ferdinand von Mudrach

            11. Karl Friedrich Leopold

          7. Ferdinand I. (* 1641)
          8. Hans-Friedrich (* 1642)
          9. Graf Maximilian-Leopold I., auf Friedland (* 1644; † 1700) ⚭I 1671 Gräfin Eleonora Eusebia von Oppersdorff (* 1652; † 1691), Tochter von Graf Wenzel II. von Oppersdorff ⚭II Gräfin Hedwig Christina von Almesloe, gen. Tappe
            1. Gräfin Marie Charlotte Susanna Carolina (* 1671; † 1709) ⚭I Freiherr Franz-Ludwig von Lilgenau, auf Prauss, Sohn von Freiherr Wilhelm-Wenzel von Lilgenau, Herzogl. schles.-liegn.-wohlau.-brieg. Kanzler und Premier-Minister, Kammer-Direktor, Landeshauptmann, Ober-Hofmarschall, Kaiserl. Kämmerer, Oberstlieutenant († 1707) ⚭II 1707 in Wien Graf Carlo-Antonio von Giannini
            2. Graf Maximilian-Leopold II. (* 1673; † 1750) ⚭I Freiin Katharina-Juliana von Maxen, Tochter von Freiherr Georg von Maxen, auf Jeser und Anna von Eichendorff ⚭II Gräfin Maria-Anna von Rindsmaul, Tochter von Graf Wolfgang-Albrecht von Rindsmaul und Freiin Maria-Katharina von Neudeck
            3. Graf Franz-Ferdinand Anton, Apostolischer Protonotar, Abt, Wirklicher Geheimer Rat (* 1674; † 1729; ▭ Hochbergkapelle in Breslau)

          10. Ferdinand II.
          11. Gräfin Barbara-Helene-Katharina (* 1647) ⚭ Georg-Rudolph von Schindel[11]
          12. N. N. Sohn (* 1649; † 1649)
          13. Gräfin Susanna (* 14. Januar 1653 in Schloss Fürstenstein; † 29. August 1705) ⚭ November 1678 Freiherr Johann (Hans)-Georg von Kittlitz, auf Schweinitz († 5. September 1705), Sohn von Freiherr Hans-Christian III. von Kittlitz, auf Schweinitz[12]

        6. Hedwig ⚭ 1622 von Schmolz
        7. Susanna ⚭ 1622 Franz von Rasselwitz
        8. Helena ⚭ Christoph von Reibnitz, auf Fürstenau

  3. Hedwig (als Hedwig IV.), Äbtissin der Kloster in Liebenthal[13]
  4. Georg, auf Rohnstock († 1540) ⚭I Katharina von Brauchitsch () ⚭II Anna von Bischofswerder
    1. Joachim, auf Goglau und Rohnstock († 1578) ⚭ Hedwig von Seydlitz
      1. Hans-Christoph I.
        1. Ernst-Friedrich, auf Goglau
          1. Hans-Christoph II., auf Buchwald und Goglau, Kammerherr
            1. Freiherr Hans-Christoph III. Gottlob, auf Goglau, Kammerherr (* 1784; † 1854) ⚭ 1811 Henriette Charlotte Euphrosine von Lüttwitz (* 1793; † 1844)
              1. Freiherr Erdmann, auf Goglau,
                1. Freiherr Hans-Erdmann I., auf Goglau, Kammerherr, Ritter des Johanniterordens ⚭
                  1. Freiherr Hans-Erdmann II. Heinrich Bruno Gottlob Christoph, auf Goglau und Weiß-Kirschdorf, Hauptmann, Ritter des Johanniterordens (* 8. März 1849 in Striegendorf; † 10. Juni 1901 in Görlitz) ⚭ Anna von Lowtzow (* 1. Mai 1857 in Rensow; † 2. April 1940 in Pilzen)
                    1. Freiherr Hans-Erdmann III. Adolf Friedrich (* 5. Juli 1881; † 30. November 1947)
                    2. Freiherr Oswald Hans-Heinrich Dagobert (* 3. April 1883; † 22. März 1948) ⚭ Vera von Kuenheim (* 1892)
                    3. Freiherr Anton Adolf (Adolph) Erdmann Wilhelm Heinrich, auf Dulzen, Rittmeister im Kürassier-Regiment „Graf Wrangel“ (Ostpreußisches) Nr. 3, Ritter des Johanniterordens (* 21. September 1885 in Wismar; † 2. Juli 1934 in Dulzen) ⚭I 24. Juni 1909 Freiin Gertrud von Rheinbaben[14] (* 1888; † 1949), Tochter von Freiherr Georg von Rheinbaben, Staatsminister, Minister des Innern und Finanzminister, Oberpräsident und Freiin Hedwig von Liliencron[15] ⚭II 26. Juni 1913 Eleonora von Bernuth (* 12. Februar 1892 in Berlin; †), Tochter von Lothar von Bernuth[16], Oberst, Ritter des Johanniterordens und Johanna von Mülmann[17] ⚭III 22. Mai 1925 Freiin Carolina Marie Ebba von Schimmelmann (* 14. November 1881 in Wesel; † 4. Mai 1961), Tochter von Freiherr Adolf von Schimmelmann, Oberst und Juliane Schmidt
                      1. Freiin Antoinette-Irene (* 28. August 1911 in Potsdam) ⚭ 21. Dezember 1939 in Schweidnitz Joachim Urbanek (* 31. Januar 1905 in Schlaben)
                      2. Freiherr Hans-Sigismund Anton Erdmann Traugott Wilhelm (* 12. September 1914 in Königsberg)
                      3. Freiherr Roland Hans-Erdmann Otto Lothar Heinrich, Professor, Oberleutnant (* 1. Dezember 1916 in Babelsberg)
                      4. Freiin Mariota (* 24. November 1921 in Potsdam) ⚭ Eberhard Maske

                    4. Hans-Heinrich

  5. Barbara, auf Alt-Schönau († 1539 in Schloss Alt-Schönau) ⚭I 1497 Heinrich von Zedlitz, Ritter des Orden vom Heiligen Grab in Jerusalem († 4. Juni 1510), Sohn von Hans von Zedlitz und Katharina von Schindel ⚭II 1513 Wenzel (Watzlaw) I. von Schaffgotsch, auf Hermsdorf, Schmiedeberg, Schwarzbach († 1556), Sohn von Caspar von Schaffgotsch, auf Fischbach, Landeshauptmann des Herzogtums Schweidnitz und Jauer, Kaiserl. Geheimer Rat und Anna von Liebenthal

### Haus Hochberg-Pless
1. Fürst Hans-Heinrich X., erblicher Mitglied und erster Präsident des Preußischen Herrenhauses, Landesältester des Kreises Trachenberg[18], Major à la suite der Armee, Ritter des Johanniterordens, (* 2. Dezember 1806 in Berlin; † 20. Dezember 1855 ebidem; ▭ St. Nikolaus Kirche in Freiburg) ⚭I Ida Philippina Ottilia von Stechow (* 1811; † 1843; ▭ St. Nikolaus Kirche in Freiburg), Tochter von Friedrich Ludwig von Stechow, auf Kotzen, Oberst und Karoline von der Recke ⚭II Adelheid von Stechow (25. September 1807; 24. August 1868; ▭ St. Nikolaus Kirche in Freiburg)
  1. Herzog Hans-Heinrich XI., erblicher Mitglied des Preußischen Herrenhauses, Mitglied des Deutschen Reichstags, Mitglied des Preußischen Staatsrates, Oberts-Jägermeister und Chef des Hofjagdamtes, Oberst-Marschall, General der Kavallerie à la suite der Armee, Ritter des Johanniterordens (* 1833; † 14. August 1907 in Schloss Albrechtsberg; ▭ Fürstenstein) ⚭I 15. Januar 1857 Marie von Kleist, Dame des Louisenordens (* 1828; † 1883; ▭ Fürstenstein) ⚭II 27. Februar 1886 Mathilde Burggräfin und Gräfin zu Dohna-Schlobitten, Ehrendame des bayerischen Theresienordens (* 1861; † 1943)
    1. Fürst Hans-Heinrich XV., erblicher Mitglied des Preußischen Herrenhauses, Oberst der Kavallerie à la suite der Armee des Leib-Garde-Husaren-Regiments[19], Ritter des Johanniterordens (* 1861; † 1938; ▭ Pszczyna) ⚭I 8. Dezember 1891 in London Mary-Theresa Cornwallis-West[20], Ehrendame des bayerischen Theresienordens (* 1873; † 1943; ▭ Fürstenstein), Tochter von William Cornwallis-West und Mary FitzPatrick ⚭II 25. Januar 1925 Clotilde de Silva y Gonzalez de Candamo (* 1898; † 1978)
      1. Fürst Hans-Heinrich XVII. Wilhelm Albert-Eduard, Lieutenant der Kavallerie des Leib-Garde-Husaren-Regiments[21] im 1. Garde-Regiment zu Fuß (* 1900 in Berlin; † 1984 in London; ▭ Bruera) ⚭I Gräfin Marie von Schönborn-Wiesentheid ⚭II Mary Minchin, Tochter von Richard Minchin
      2. Fürst Alexander Friedrich-Wilhelm Georg Conrad-Ernst-Maximilian, polnischer Podporutschik (* 2. Februar 1905 in London; † 22. Februar 1984 in Pollença; ▭ Pollença)
      3. Graf Bolko Konrad Friedrich (* 23. September 1910 in Groß-Lichterfelde; † 22. Juni 1936 in Schloss Pszczyna; ▭ Pszczyna) ⚭ Mittenwald 5. Juli 1934 Clotilde de Silva y Gonzalez de Candamo (* 19. Juli 1898 in Schloss Amstenrade; † 12. Dezember 1978 in München; ▭ München)
        1. Gräfin Gioia (* 1934; † 2023; ▭) ⚭I Alfred Schenk Graf von Stauffenberg, auf Amerdingen, Träger des Bundesverdienstkreuzes (* 28. Juli 1923 in Schloss Grefenstein; † 3. Dezember 2017 in Schloss Amerdingen) ⚭II München 30. Januar 1981 Graf Karl Magnus Leutrum von Ertingen, auf Nippenburg, Träger des Bundesverdienstkreuzes (* 10. Oktober 1931 in Stuttgart), Sohn von Graf Hubertus Leutrum von Ertingen und Marie-Luise Steiner
        2. Fürst Bolko Constantin Stanislaus Maria-de-la-Paz Conrad Juan, Ehrenbürger der Stadt Pszczyna und Wałbrzych (* 1936 in München; † 2022 ebidem; ▭ Rißtissen) ⚭I Ursula Reuther, Tochter von Hans-Joachim Reuther[22], Träger des Bundesverdienstkreuzes und Edith Richter ⚭II 27. Januar 2012 in München Marie Elisabeth von Malaisé[23] (* 1940 in Nürnberg), Tochter von Ferdinand von Malaisé und Therese Münchmeyer
          1. Gräfin Felicitas Christina Beatrice Alexandra Maria-Theresia (* 9. April 1965 in München)

      4. Gräfin Beatrix (Beatrice) Marie-Louise Margarethe (* 1. Juli 1929 in Schloss Fürstenstein; † 10. Oktober 2021 in München) ⚭I München 29. Dezember 1951 Frank Armin Lindemann, Doktor der Medizin (* 25. Juli 1920 in Mannheim; † 2015) ⚭II Andras Rudnay de Rudnó et Divékújfalu, Doktor der Rechte (* 19. September 1911 in Budapest; † 18. Januar 2009 in Montrouge)
      5. Graf Konrad Joseph Hans (* 12. Juni 1930 in Schloss Fürstenstein; † 29. November 1934 in München; ▭ Fürstenstein)

    2. Gräfin Ida Luise, Palastdame, Dame des Louisenordens (* 1863; † 1938; ▭) ⚭ 10. September 1881 Fürst Friedrich II. zu Solms-Baruth, Mitglied des Preußischen Herrenhauses, Oberst-Kämmerer, Generalleutnant, Ritter des Johanniterordens (* 1853; † 1920), Sohn von Fürst Friedrich I. zu Solms-Baruth
    3. Graf Konrad Eduard, auf Dambrau, Oberlieutenant des Gardes du Corps-Regiment (* 21. März 1867; † 12. August 1934; ▭)
    4. Graf Friedrich Maximilian, auf Halbau, Lieutenant des Gardes du Corps-Regiment, Ritter des Johanniterordens (* 1868; † 1921; ▭) ⚭ 24. Januar 1905 Elizabeth Caroline Burke-Roche (* 1857; † 1940), Tochter von Edmond, 1. Baron Fermoy und Elizabeth Caroline Boothby
    5. Graf Wilhelm Bolko Emanuel, erblicher Mitglied des Preußischen Herrenhauses, Doktor der Rechte, Ritter des Johanniterordens (* 1886; † 1934) ⚭ 21. Juni 1909 Anna Marie von Arnim[24] (* 1886; † 1984), Tochter von Bernd von Arnim[25], Staatsminister und Minister für Landwirtschaft, Domänen und Forsten und Freiin Margarete von Arnim[26]
      1. Gräfin Elisabeth-Ferdinande (* 23. August 1910 in Jagdschloss Springesee; † 17. September 1952 in Bethel)
      2. Graf Hans-Wilhelm Berndt, SS-Mann () ⚭ Margeritha von Wittenburg, Tochter von Gustav von Wittenburg und Ruth von Raczek
      3. Gräfin Anna-Maria (Annemarie) (* 28. April 1917 in Schloss Goray; † 4. September 2000 in Lindau am Bodensee) ⚭ 30. April 1947 in Seehausen Rudolf Hilbing, Doktor der Medizin (* 25. Dezember 1911 in Asch; † 15. September 1990 in Friedrichshafen)

    6. Gräfin Anne Sophia (* 1888; † 1966) ⚭ 29. März 1913 Graf Hermann zu Solms-Baruth (* 1888; † 1961), Sohn von Fürst Friedrich II. zu Solms-Baruth und Luise von Hochberg

  2. Graf Hans-Heinrich XII. Maximilian (Max) (* 5. Mai 1835; † 2. September 1835)
  3. Graf Hans-Heinrich XIII. Konrad, auf Neuschloss und Rohnstock (* 13. August 1837; † 10. Dezember 1858 in Heidelberg; ▭ Heidelberg)
  4. Gräfin Anna-Caroline, auf Baschkow, Dame des Louisenordens (* 1839; † 1916) ⚭I Prinz Heinrich XII. Reuß zu Köstritz, auf Stonsdorf, Major, Ritter des Johanniterordens (* 1829; † 1866), Sohn von Prinz Heinrich LXIII. Reuß zu Köstritz und Caroline von Stolberg-Wernigerode ⚭II Prinz Heinrich XIII. Reuß zu Köstritz, General der Kavallerie, Ritter des Johanniterordens (* 1830; † 1897)
  5. Graf Hans-Heinrich XIV. Bolko, auf Rohnstock, Erbland-Truchsess in Schlesien, erblicher Mitglied des Preußischen Herrenhauses, Professor, Major des Gardes du Corps-Regiment, Ritter des Johanniterordens (* 1843; † 1926 in Bad Salzbrunn) ⚭ Prinzessin Eleonore von Schönaich-Carolath, Dame des Louisenordens
    1. Gräfin Ida
    2. Gräfin Marie-Agnes ⚭ 3. August 1901 Graf Carl Erdmann von Pückler-Burghauss, Wirklicher Geheimer Rat, Sohn von Graf Karl von Pückler-Burghauß, Wirklicher Geheimer Rat
    3. Graf Hans-Heinrich XVI., Ritter des Johanniterordens ⚭ Paula-Eleonora von Harrach[27], Tochter von Graf Ferdinand von Harrach, Wirklicher Geheimer Rat, Professor und Gräfin Helene von Pourtalès[28], Palastdame, Dame des Luisenordens
      1. Graf Hans-Heinrich XVIII. Wilhelm Bolko Ferdinand, Ritter des Johanniterordens (* 1905; † 1989 in Schloss Elmischwang)
      2. Christoph-Hartmann

    4. Friedrich Franz, Mitglied des Ordo Novi Templi
      1. Anna Eleonora
      2. Friedrich Hartmann, Mitglied des Ordo Novi Templi
      3. Karl Albrecht
        1. Hans-Heinrich XIX. ⚭I Christina von Schnehen ⚭II Dagmar Blum
        2. Peter
          1. Bolko
          2. Albrecht ⚭ 3. August 2024 in Serrig Stephanie Ebert, Tochter von Christian Ebert, auf Saarstein und Andrea Wirsching, auf Wirsching

        3. Maximilian
        4. Philipp ⚭ Adrienne Wickert, Tochter von Ulrich Wickert, Träger des Bundesverdienstkreuzes und Sylvie von Frankenberg und Ludwigsdorff

      4. Gräfin Maria Renata Elisabeth (* 1913; † 2000) ⚭ Graf Botho-Meinhardt Hahn von Burgsdorff, auf Liepen (* 1907; † 1944), Sohn von Hans-Henning von Burgsdorff[29], Ritter des Johanniterordens und Gräfin Emilie von Hahn
      5. Graf Konrad ⚭
        1. Graf Michael Georg Botho, Ritter des Johanniterordens ⚭I Beatrice Lage ⚭II Prinzessin Marie von Hannover, Tochter von Prinz Ernst August IV. von Hannover und Prinzessin Ortrud zu Schleswig-Holstein[30]
          1. Graf Konrad
          2. Graf Georg

      6. Gräfin Walpurgis ⚭ Graf Hans von Schweinitz und Krain
      7. Graf Wilhelm ⚭I Prinzessin Huberta zu Stolberg-Wernigerode, Tochter von Fürst Botho zu Stolberg-Wernigerode, Ritter des Johanniterordens ⚭II Veronika Will
        1. Graf Friedrich Christian, Ritter des Johanniterordens (* 1953) ⚭I 1977 Gräfin Tatiana zu Solms-Laubach[31] (* 1958), Tochter von Graf Otto III. zu Solms-Laubach, Ritter des Johanniterordens und Prinzessin Madeleine zu Sayn-Wittgenstein-Berleburg[32]
          1. Graf Benjamin (* 1978) ⚭ 2009 Charlotte Waydelin (* 1982), Tochter von Carl-Wolter Waydelin, auf Neuhof
            1. Gräfin Pauline (* 2011)
            2. Graf Oskar (* 2013)
            3. Graf Gustav (* 2015)

          2. Graf Christian ⚭ 2017 Tatiana Gräfin von Brandenstein-Zeppelin, Tochter von Albrecht Graf von Brandenstein-Zeppelin und Nadin Gräfin von Ortenburg

    5. Gräfin Anna Karolina Elisabeth
    6. Hans Ferdinand, Mitglied des Ordo Novi Templi
      1. Johanna Luisa
      2. Ernestina Ferdinanda ⚭ Gerhard Felix Moderow, Sohn von Hans Moderow
      3. Robert Ludwig
      4. Sofia Charlotta

    7. Gottfried, auf Klonitz, Mitglied des Ordo Novi Templi, Ritter des Johanniterordens (* 29. Januar 1882 in Schloss Rohnstock; † 18. Juni 1929 in Bayreuth) ⚭ in Schloss Gauernutz Prinzessin Mathilde von Schönburg-Waldenburg, Tochter von Prinz Karl-Ernst von Schönburg-Waldenburg[33], auf Gauernitz, Ritter des Johanniterordens
      1. Graf Gottlob Ernst Viktor, auf Klonitz (* 1915; † 1944) ⚭ 10. September 1942 in Schloss Schwarzenegg Marie-Luise von Saldern-Ahlimb, Tochter von Graf Leopold von Saldern-Ahlimb-Ringenwalde, auf Ringenwalde und Freiin Gisela von der Goltz[34]
        1. Gräfin Elisabeth Charlotta ⚭
        2. Gräfin Irmingard ⚭

      2. Friedrich-Wilhelm Bolko Klemenz ()

    8. Gräfin Renata Erdmuthe Charlotte Marie (* ; †) ⚭ Eberhard zu Dohna-Schlobitten, Ritter des Johanniterordens

### Haus Hohberg-Güttmannsdorff
1. Johannes (Hans) II., auf Güttmannsdorff (* 1453; † 12. März 1507) ⚭ N. N. von Gersdorff, Tochter von N. N. von Gersdorff und N. N. von Tschirnhaus
  1. Friedrich I. (* circa 1475 in Güttmannsdorf; † 25. Februar 1520) ⚭ Dorothea von Reibnitz, Tochter von Georg von Reibnitz und Euphemia von Niemitz
    1. Margarethe ⚭ 1515 Sigismund von Seydlitz, auf Ludwigsdorf
    2. Balthasar (* 13. März 1501 in Güttmannsdorf) ⚭
      1. Johannes (Hans) III., Kaiserl. Oberst-Silberkämmerer, Vorschneider (* 15. August 1539 in Güttmannsdorf) ⚭ 17. Januar 1574 Katharina von Urschenbeck[35] (* 1555), Tochter von Christoph von Urschenbeck, Erbland-Oberststabelmeister in Steiermark, Kaiserl. Kämmerer und Anna von Lamberg
        1. Katharina ⚭ Johann Kaspar Geyer von Geyersperg

    3. Anne (* 1502; † 1504)
    4. Heinrich, Kaiserl. Hofkammerrat (* 2. März 1504 in Güttmannsdorf; † 27. März 1569 in Wildschütz an der Weide; ▭ Reichenbach) ⚭
      1. Karl, auf Güttmannsdorf, Kaiserl. Hofkammerrat, Vorschneider (* 16. März 1551 in Güttmannsdorf; † 27. Januar 1606 in Breslau) ⚭ Katharina (Catharina) von Reichenbach († 18. Februar 1605 in Breslau), Tochter von Heinrich vo Reichenbach, auf Rudelsdorf, Landeshauptmann des Herzogtums Schweidnitz und Jauer, Kaiserl. Geheimer Rat und Margarethe von Hohberg
      2. Heinrich, auf Welkersdorf mit Talkenstein (* 22. Juni 1552 in Güttmannsdorf; † 6. Dezember 1606) ⚭ Gräfin Luckretia von Schlik zu Passaun und Weißkirchen[36] (* 1576 in Schloss Neudek; † 4. März 1613 in Schloss Welkersdorf; ▭ Welkersdorf), Tochter von Graf Christoph von Schlik zu Passaun und Weißkirchen, auf Neudek, Kaiserl. Kämmerer und Barbara von Kolowrat

    5. Melchior, Ritter, Kaiserl. Hofkammerrat (* 16. Januar 1506 in Güttmannsdorf; † 1566 in Ottenschlag) ⚭ Margaretha von Lembach († 1555), Tochter von Christoph von Lembach und Amalie Schrott von Kindberg
      1. Friedrich II., auf Ober-Thumeritz (* 1557; † 1597) ⚭I Sofia von Oedt (), Tochter von Heinrich von Oedt und Sabina von Starzhausen ⚭II Benigna von Sachwitz ()
        1. Wolfgang (Wolf)-Heinrich († 1621) ⚭ Sofia von Fridesheim, Tochter von Wilhelm Bernhard von Fridesheim und Genevefa von Leyser
          1. Freiherr Wolfgang (Wolf)-Helmhardt, Reichsfreiherr, Mitglied der Fruchtbringenden Gesellschaft, Kaiserl. Hauptmann († in Regensburg; ▭ Nürnberg) ⚭ Gräfin Anne Margarethe von Puchheim, Tochter von Graf Otto Hermann von Puchheim, Erbland-Truchsess in Österreich, Oberstlieutenant und Judith von Oedt
            1. Freiin Anna-Genoveva ⚭ Freiherr Otto-Heinrich von Friesen, auf Rötha mit Geschwitz, sächsischer Kanzler, Gesandter, ältester Wirklicher Geheimer Rat, Sohn von Freiherr Carl von Friesen, sächsischer Wirklicher Geheimer Rat und Justina Sophia von Raaben

          2. Friedrich-Achilles (* 1613; † 1641)
          3. Freiin Genoveva-Sidonia (* 8. August 1617 in Süßenbach; † 16. Juni 1682 in Regensburg)

    6. Anna
    7. Dorothea, Hoffräulein (* 1509) ⚭ 1534 Charles IV. (III.) de Poitiers, Baron von Vadans, burgundischer Diplomat, Ritter, Sohn von Charles III. (II.) de Poitiers, Kaiserl. Geheimer Rat und Kämmerer, Ritter und Jeanne de Carondelet[37]
    8. Kaspar (Caspar), Kaiserl. Oberst-Hofmarschall, Geheimer Rat, Statthalter des Böhmischen Priorats und Komtur in Klein Öls des Johanniterordens (* 2. November 1511 in Güttmannsdorf; † 4. Januar 1587 in Znojmo)
    9. Katharina (* 1518) ⚭ 1533 Heinrich von Pannwitz, Sohn von Hans von Pannwitz, Landeshauptmann der Grafschaft Glatz und Katharina von Hohberg

### Haus Hohberg-Buchwald
1. Freiherr Nikolaus (Nicolaus) «Nicol», auf Buchwald, Ritter, (urkundlich 1390, 1396) ⚭ Dorothea von Kottwitz, Tochter von Nikolaus (Nicol) von Kottwitz
  1. Melchior I. ⚭ Margaretha von Nostitz
    1. Melchior II. ⚭ Barbara von Czettritz, Tochter von Sigismund von Czettritz und Anna von Reibnitz
      1. Wladislaw (Ladislaus), auf Alt-Schönau und Buchwald [1512] ⚭ 1500 N. N. von Zedlitz
        1. Otto
        2. Anna ⚭ Watzlaw von Schaffotsch
        3. Christoph, auf Fuchsmühl () ⚭ Katharina von Rothkirch († circa 1618), Tochter von Friedrich von Rothkirch, auf Panthen und Sophia von Brauchitsch
          1. Sigismund, auf Fuchsmühl und Linhard, dänischer Hofjunker (* 1572; † 1646) ⚭ Helena von Spiller, Tochter von Caspar von Spiller, Landesältester des Herzogtums Schweidnitz und Jauer und Anna von Nostitz
            1. Kaspar, auf Koiskau und Prausnitz, Herzogl. schles.-liegn. Hauptmann zu Liegnitz und Geheimer Rat, Landesältester des Herzogtums Schweidnitz und Jauer (* 1605 in Fuchsmühl; † 5. Januar 1669 in Ober-Prausnitz) ⚭ 6. Januar 1632 Sabina von Schweinitz, Tochter von Johannes von Schweinitz und Maria von Kreckwitz
              1. Hans Sigismund, auf Pohlschildern und Prausnitz, Herzogl. schles.-liegn. Geheimer Rat und Hofrichter (* 1632; † 29. Januar 1674) ⚭ Anne Elisabeth von Kottwitz
                1. Otto Konrad I., 1. Freiherr von Hohberg [16. Oktober 1714], auf Nieder-Rudelsdorf [1702][38] (* 24. Februar 1670; † 1726) ⚭I 24. Oktober 1695 Anne Elisabeth von Schönberg (* 30. Juni 1680 in Limbach; † 26. Januar 1712), Tochter von Hans Caspar von Schönberg, sächsischer Cammer- und Berg-Rat-Präsident, Wirklicher Geheimer Rat und Helena Tugendreich von Warnsdorf ⚭II 19. April 1714 Freiin Charlotte Sophie von Gersdorff, Tochter von Johannes-Georg von Gersdorff, sächsischer Kammerherr und Erdmuth Sophia von Metzradt
                  1. Otto-Kaspar (Caspar) (* 30. Marz 1697 in Dresden; † 29. Marz 1710)
                  2. Otto-Siegmund (* 28. Februar 1698; † 8. April 1698)
                  3. Freiherr Johann-Ernst, Niederösterreichische Landschaftsakademie in Wien und Universität Leipzig, (* 1. Marz 1699; 15. November 1724)
                  4. Helena Elisabeth (* 17. Marz 1700 in Dresden; † 6. Mai 1700)
                  5. Otto-Conrad II. (* 12. Mai 1701 in Schloss Pohlschildern; † 1. Februar 1702)
                  6. Anna-Sophia (* 3. November 1702 in Schloss Pohlschildern; † 11. November 1702 ebidem)
                  7. N. N. Sohn (* 1704 in Dresden)
                  8. Adam (* 27. April 1705; † 1705)
                  9. Christian (* 22. Marz 1706; †)
                  10. Freiherr Otto Gottlob Conrad, Liegnitzer Ritterakademie[39] (* 13. Juli 1708; †)
                  11. Helena Tugendreich (* 10. Oktober 1709; † 16. Oktober 1709)
                  12. Freiherr Karl I. Nikolaus, (* 15. März 1715) ⚭ Friederike Marie Hedwig Vitzthum von Eckstädt[40] (* 1714; † 1759), einzige Tochter von Christian V. Vitzthum von Eckstädt[41], sächsischer Oberst und Eva Marie von Meusebach
                    1. Freiherr Karl II. Otto Christian, preussischer Kammerherr (* 29. Oktober 1735; † 22. Juli 1799) ⚭ 27. Dezember 1758 Amalia Charlotte Sophie von Trotha (* 8. April 1743; † 25. Februar 1801), Tochter von Moritz Traugott von Trotha und Gräfin Eleonore Charlotte Truchsess von Waldburg
                      1. Freiherr Karl III. Georg Heinrich, auf Prausnitz, preussischer Kammerherr, Ritter des Johanniterordens (* 24. Dezember 1774; † 20. April 1840) ⚭I Antoinette von Kölichen, Tochter von Ernst Hermann von Kölichen, Generalmajor und Luise Sophie Johanna von Prittwitz ⚭II Agnes von Kölichen ⚭III Clementine von Kölichen
                        1. Freiherr Moritz Pascalis, Prior des Konvents der Barmherzigen Brüder vom Heiligen Johannes von Gott (* 1796 in Ober-Prausnitz; † 5. Oktober 1864)
                        2. Freiin Antoinette ⚭ Graf Johann-Baptist von Luttichau
                        3. Freiin Leocadie ⚭ Wilhelm-Friedrich von Prittwitz und Gaffron

                      2. Freiherr Hans Christoph Gottlob, preussischer Kammerherr († 1844) ⚭ Henriette Charlotte Euphrosyne von Lüttwitz (* in Breslau; † ebidem)

                  13. Freiherr Johann (Hans)-Georg, auf Hasel, Lasnig, Muschwitz, Nieder-Heidersdorf, Nieder-Rudelsdorf [1726–1753], Ober- und Nieder-Beerberg, Plagwitz, Prausnitz, Rausern und Weinberg, polnisch-sächsischer Bevollmächtigter Gesandter und Minister, wirklicher Kammerherr, Mitglied der Society of Dilettanti (* 26. Oktober 1720 in Pohlschildern; † 21. März 1789 in Schloss Plagwitz) ⚭ 9. Juni 1746 in Pohlschildern Henriette Eleonore Wilhelmine von Ziegler und Klipphausen, Stiftsdame des Stift Joachimstein (* 27. April 1729 in Wehrsdorf; 13. August 1794 in Schloss Plagwitz), Tochter von Wolf Rudolf von Ziegler und Klipphausen, sächsischer Kammerherr und Friederike Gottliebe von Gersdorff

              2. Helena Sabina (* 26. Juli 1635 in Liegnitz; † 2. August 1666 in Radmeritz; ▭ St. Peter und Paul Kirche in Radmeritz) ⚭ 20. Oktober 1654 in Radmeritz Heinrich-Anshelm I. (der Ältere) von Ziegler und Klipphausen[42], auf Radmeritz (* 28. März 1628; † 11. August 1684 in Radmeritz; ▭ St. Peter und Paul Kirche in Radmeritz), Sohn von Joachim von Ziegler und Klipphausen und Anna Maria von Rechenberg

        4. Conrad, auf Buchwald

      2. Melchior III ⚭
        1. Georg

  2. Friedrich, (urkundlich 1450)